# Varano-gigante
O Varano-gigante (Varanus giganteus), ou "perente", é um varano endêmico da Austrália. Pode ser encontrado nas regiões semidesérticas australianas, a oeste da Grande Cordilheira Divisória. Os varanos chegam a medir dois metros e meio de comprimento (sobretudo os machos) e têm muito em comum com os dragões de Komodo; as dentadas causam lesões que infeccionam rapidamente, podendo vitimar quaisquer animais até o tamanho humano. É o maior lagarto australiano e se alimenta de outros répteis, anfíbios, ovos e mamíferos de pequeno porte, incluindo filhotes recém-nascidos de pequenas espécies de wallabys. Apesar de bem grandes, são animais ágeis, podendo predar coelhos e lebres.